# Amerycina cultrata
Amerycina cultrata is een tweekleppigensoort uit de familie van de Lasaeidae. De wetenschappelijke naam van de soort is voor het eerst geldig gepubliceerd in 1971 door Keen.